# Atlasbergvink
De atlasbergvink (Rhodopechys sanguineus alienus) is een zangvogel uit de familie Fringillidae (vinkachtigen). Het is een ondersoort van de rode bergvink.

## Verspreiding en leefgebied
Deze ondersoort komt voor in de bergen van Marokko en Algerije.